# Storia di Fermo

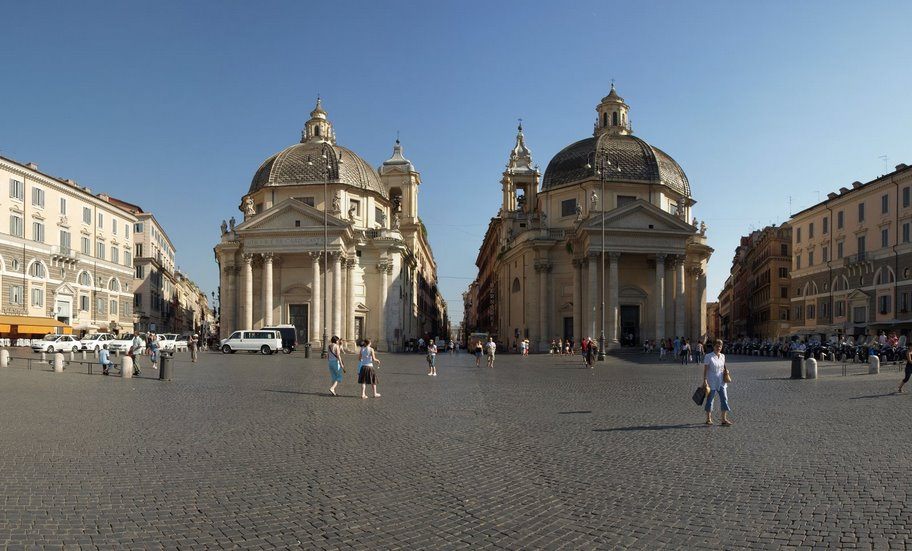
Fermo. Scorcio di piazza del Popolo dalla loggia del Palazzo dell'Università.

La storia di Fermo copre un arco temporale plurimillenario le cui origini si perdono nella protostoria e sono difficili da rintracciare con precisione. Reperti archeologici documentano l'esistenza dell'insediamento fin dall'età del bronzo nel contesto della civiltà picena.

## Origini
Fermo comincia a svilupparsi sulla sommità del colle Sabulo, ad un'altezza di 320 m s.l.m. e a 6 km di distanza dal mare, in un'area che - per posizione fisica, visuale ed opere di fortificazione, ancora in parte visibili, - ha tutte le caratteristiche di un'acropoli.
Il rinvenimento di almeno tre grandi necropoli villanoviane, a Fermo, e di altre nei territori immediatamente circostanti (Belmonte Piceno, Grottazzolina, Porto Sant'Elpidio), con ricchi corredi funerari tra cui una notevole quantità di "elmi crestati" in bronzo, consente di qualificare Fermo come una enclave o "isola culturale villanoviana", di cui poi la civiltà etrusca ebbe a perdere in una seconda fase il controllo per sconfitta militare, per la difficoltà di mantenere i legami o per assimilazione con le popolazioni locali.

## Colonia romana
Fermo fu una delle più importanti colonie romane fin dal 264 a.C. con il nome di Firmum Picenum in latino. In tale anno i Romani, che quattro anni prima avevano sottomesso i Piceni, deducono a Fermo una colonia con il diritto di battere moneta. Fu edificata dai romani come stazione di guardia (per l'appunto fermo) con lo scopo di controllare i Piceni e la loro capitale Asculum (l'odierna Ascoli Piceno). Nella seconda guerra punica, mentre le altre colonie latine si ribellano, Fermo è tra le 18 che rimasero fedeli a Roma.

Fermo. Vista del Duomo.

Un'altra coorte fermana si coprì di gloria a Pidna, nel 170 a.C., nella guerra contro Perseo, re di Macedonia.
Nel 90 a.C. i fermani ottengono la piena cittadinanza romana dopo aver ospitato Strabone, come tutti gli italici, ben tre secoli prima dell'Editto di Caracalla (212 d.C.) che estese la cittadinanza romana a tutti gli abitanti dell'Impero; Cicerone li chiama a sua volta fratelli. Inoltre, nella guerra contro Marco Antonio nel 45 a.C., i fermani si distinsero inviando soldati e denaro, tanto che furono lodati da Cicerone in pubblica seduta dal Senato: ...sono da lodare i fermani che sono stati i primi a disporre aiuti in denaro....
In periodo augusteo, nel 40 d.C. ha luogo la costruzione delle Cisterne romane che servivano per deposito e depurazione di acque destinate alla città e al Navale fermano; sono tuttora presenti, intatte ed aperte al pubblico.
Del periodo romano rimangono, inoltre, notevoli resti del Teatro romano, a nord del Girfalco (sommità del colle Sabulo).
Notevoli i resti di mura nei pressi dell'abside della chiesa di San Gregorio, in via Vittorio Veneto, in via della Rocca, in via Porti e sul lato sinistro guardando l'abside di San Francesco (anche se quest'ultimo tratto potrebbe essere un riutilizzo).

## Medioevo
Assediata (544) e conquistata dai Goti di Totila (545), tra il 575 ed il 580 fu annessa al regno longobardo e verso la fine del X secolo divenne il centro e il capoluogo della Marca fermana (sotto la dominazione dei Franchi), che nella prima metà del X secolo si estendeva dal Conero a sud del fiume Sangro in Abruzzo, dagli Appennini al mare Adriatico. Papa Urbano II nel 1095 viene a predicare a Fermo la prima crociata.
Divenuto libero comune nel 1199, conobbe successivamente l'avvicendamento di diverse signorie fino agli inizi del XVI secolo. Nel 1256 i fermani sconfiggono gli ascolani presso il fiume Tronto; quattro anni dopo Ascoli Piceno batte Fermo a San Marco alle Paludi. Venti anni più tardi, Ascoli è a sua volta definitivamente sconfitta da Fermo, e nel 1286 deve obbedire a papa Onorio IV che gli proibisce ogni ulteriore guerra.
Nel 1331 con un colpo di stato divenne signore di Fermo Mercenario da Monteverde, che governò per dieci anni e dominò come un tiranno. Papa Benedetto XII lo esortò più volte a sottomettersi all'autorità della Chiesa. Nel 1340, mentre cavalcava con sette compagni, venne assalito da alcuni congiurati e ucciso.

## Età moderna

### La rivolta del 1648

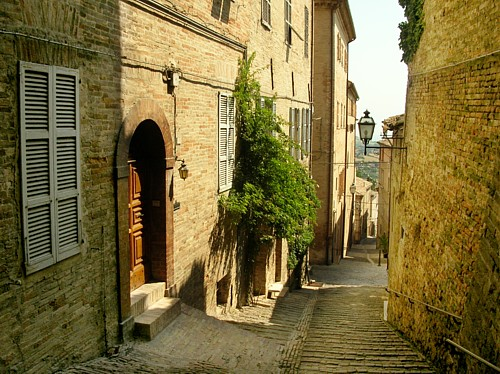
Fermo. Tipica via del centro storico (via Antonio Aceti), di fronte all'ingresso delle Cisterne romane, con pavimentazione del Settecento.

L'episodio storico che più ha segnato l'epoca moderna a Fermo, è la sanguinosa "rivolta del pane", all'inizio dell'estate 1648.
La vicenda riguarda la gestione degli approvvigionamenti pubblici e privati del grano. I magistrati della città chiesero al vice-governatore milanese Uberto Visconti di Somma, che reggeva Fermo in nome del Governatore, il cardinal nipote Camillo Pamphili, di non inviare a Roma l'intero quantitativo di una quota straordinaria di grano richiesta dalla Camera Apostolica, in quanto le riserve per l'annata in corso facevano presagire per Fermo, e per il suo stato e provincia, una carestia: significava che la comunità cittadina non era in grado di provvedere alle esigenze di interi gruppi sociali, soprattutto quelli più deboli, sino al futuro raccolto di grano. Il Visconti rifiutò questa richiesta, stimando che le riserve dichiarate fossero inferiori a quelle reali.
All'alba fu avvistata in mare una nave; alcuni soldati entrarono in città: questi due fatti furono interpretati come ordini di esecuzione forzata del prelievo di grano. Fu la rivolta, scoppiata tra suoni di campane, rulli di tamburi e scorribande, la mattina di lunedì 6 luglio 1648.
Il colonnello Teodoro Adami fu ucciso. Il Visconti tentò di riparare sul duomo e nei Cappuccini (all'epoca sul piazzale del Girfalco), ma poi decise di rifugiarsi nelle prigioni, senza pensare che dalla porta delle prigioni era facile entrare, ma difficile uscire. Fu individuato e trucidato: il suo cadavere fu esposto nella piazza. Sul Palazzo dei Priori fu issato lo stendardo, simbolo dell'autonomia della città, ultimo segno di un'epoca medievale ormai definitivamente tramontata.
Singolarità della rivolta è che ad essa parteciparono o dettero il loro appoggio molti nobili, irritati per la gestione delle risorse pubbliche e per il prelievo forzoso che colpiva anche le loro ricchezze ed il loro benessere economico. Su 9000 residenti, quando il legato papale, il genovese Lorenzo Imperiali, Governatore delle città di Fano, Ascoli e Ferrara, creato poi cardinale nel 1652, arrivò per ristabilire l'ordine e celebrare il processo, a Fermo mancavano 1000 persone, fuggite nelle campagne per timore di rappresaglie a "fil di spada". Anche alcuni notabili erano fuggiti in Dalmazia, a Fiume, per un esilio da cui non tornarono mai, lasciando i loro averi e le loro famiglie. In contumacia furono condannati: Andrea Altocomando, Piermatteo Raccamadoro, Tomaso Orlandi, Antonio Guerrieri, Leone Montani e Giovanni Bernardino Solimani.
Dopo essere stato catturato il 7 agosto nelle campagne, con 60 rubbie di grano e qualche capo di bestiame, qualche mese dopo Marco Paccarone fu giustiziato con alcuni popolani, ad uno dei quali il nobile fermano dette il coraggio di sottoporsi alla decapitazione; alcuni furono giustiziati con gli stessi metodi utilizzati durante la rivolta, il trascinamento. Furono demolite le case di alcuni condannati (il toponimo "Case sfasciate", ora "Largo della rivolta" esiste ancora), tra cui quella di Andrea Altocomando.
La repressione fu dura: le cariche pubbliche furono destituite. Così il papato ripristinò l'ordine.

### Periodo napoleonico
Nel periodo napoleonico, Fermo fu capoluogo del Dipartimento del Tronto, uno dei tre dipartimenti in cui erano divise le Marche (gli altri dipartimenti erano quelli del Metauro con capoluogo Ancona e del Musone con capoluogo Macerata) e ad essa erano soggette Ascoli e, inizialmente, anche Camerino.
Durante i moti risorgimentali del 1831 scoppiati tra le Legazioni dello Stato Pontificio anche la città di Fermo fu coinvolta dall'insurrezione. Nel febbraio del 1831 s'instaurò il Comitato provinciale di Fermo soverchiando (se pur per un breve periodo) le locali autorità ecclesiastiche. Dopo la soppressione della rivolta nazionale, a seguito dell'intervento militare austriaco, Fermo tornò all'obbedienza della Santa Sede.

## Età contemporanea
Con il passare del tempo, anche per l'attaccamento dimostrato dalla popolazione e dalla classe dirigente (la nobiltà locale) allo Stato pontificio e ai suoi esponenti locali (il cardinale Filippo de Angelis, arcivescovo di Fermo, fu arrestato due volte, nel 1849 e nel 1860, e la seconda volta rimase esiliato a Torino sino al 1866), la sfera di importanza di Fermo fu aspramente contrastata, tanto che all'unità d'Italia il territorio di Fermo fu accorpato nella provincia di Ascoli Piceno, pur mantenendo la sottoprefettura e pur avendo sempre un proprio bacino di influenza di circa 40 comuni nettamente distinto da quello di Ascoli (l'appellativo "Piceno" aggiunto ad Ascoli è stato attribuito nell'anno 1862, dopo l'unità d'Italia), capoluogo alquanto decentrato e con interessi economici e territoriali ben diversi (ad es. soltanto l'area ascolana della provincia fu inclusa nella Cassa del Mezzogiorno, segnando un'ulteriore divaricazione tra le due aree).
Nonostante questa forma di pesante provincializzazione, che tendeva a renderla ancor più marginale, Fermo è stata protagonista nel secondo dopoguerra di una vigorosa ripresa culturale, sociale ed economica, che l'ha portata ad essere centro di studi superiori e capitale di un importante distretto calzaturiero e manifatturiero.

Con la legge 11 giugno 2004, n. 147

è divenuta capoluogo dell'omonima nuova provincia.